# آنیا آنتونوویچ
آنیا آنتونوویچ (لهستانی: Anja Antonowicz؛ ‏ ۲۲ دسامبر ۱۹۸۱) بازیگر اهل لهستان است. وی دانش‌آموختهٔ مدرسه ملی فیلم ووچ است.
از فیلم‌ها یا برنامه‌های تلویزیونی که وی در آن نقش داشته‌است، می‌توان به گشت شبانه، غرب، در خوشی و سختی، پرونده‌ای برای دو نفر و صحنه جرم اشاره کرد.